# Dondapati Mrutyam Jayaram
Dondapati Mrutyam Jayaram (Hindi दोंडापति मृत्युम जयराम; * 12. Januar 2005) ist ein indischer Leichtathlet, der sich auf den Sprint spezialisiert hat.

## Sportliche Laufbahn
Erste internationale Erfahrungen sammelte Dondapati Mrutyam Jayaram im Jahr 2023, als er bei den U20-Asienmeisterschaften in Yecheon mit der indischen 4-mal-100-Meter-Staffel in 40,56 s die Bronzemedaille gewann. Im Jahr darauf belegte er bei den U20-Asienmeisterschaften in Dubai in 21,54 s den sechsten Platz im 200-Meter-Lauf und gewann mit der Staffel in 40,01 s erneut die Bronzemedaille. Anschließend schied er bei den U20-Weltmeisterschaften in Lima mit 10,65 s in der ersten Runde im 100-Meter-Lauf aus. 2025 gewann er mit der Staffel in 38,89 s die Bronzemedaille bei den World University Games in Bochum hinter den Teams aus Südkorea und Südafrika.
2024 wurde Mrutyam Jayaram indischer Meister in der 4-mal-100-Meter-Staffel.

## Persönliche Bestleistungen
- 100 Meter: 10,48 s (+1,0 m/s), 21. April 2025 in Kochi
- 200 Meter: 21,27 s (+0,8 m/s), 11. Dezember 2024 in Bhubaneswar